# Mlynářská vila Staré Ždánice
Mlynářská vila Staré Ždánice, zvaná někdy též Mlynářova vila či Zámeček, je venkovská vila, původně neoklasicistní, v obci Staré Ždánice v Pardubickém kraji.

## Historie
Vilu nechal postavit mlynář Václav Prokeš v roce 1877. Mlynářský rod Prokešů přišel do Ždánic roku 1860 a na spáleništi starého mlýna vystavěl mlýn nový, již zděný a kamenný. Zajímavostí je, že nový mlýn, největší na Opatovickém kanálu, měl velkou obytnou budovu o několika pokojích, přesto si mlynář Václav Prokeš jakožto nejmovitější obyvatel obce nechal nedaleko mlýna, na rozcestí u dřevěného kříže, postavit reprezentativní sídlo. Roku 1884 byl stávající dřevěný kříž již zchátralý, a proto byl nahrazen, na náklady obce a se slibem ‚‚vždy se o tento kříž starati“, křížem litinovým na kamenném podstavci. Na nároží domu stojí tento kříž dodnes. Postupně vilu dědili ždáničtí mlynáři po tři generace, většinou jako sídlo k odpočinku starého mlynáře, který mlýn předal nejstaršímu synovi. Ke konci 19. století nechal syn Josef Prokeš vystavět přízemní přístavbu z jižní strany vily. Roku 1929 byla vnukem Jaroslavem Prokešem tato přístavba o patro zvýšena. Roku 1904 se mlynář Josef Prokeš stal členem rady Občanské záložny ve Ždánicích založené 1893 a od roku 1906 byl jejím ředitelem. Mlynář Jaroslav Prokeš v letech 1927 až 1932 zastával úřad starosty obce. Pošta, která byla ve Ždánicích založena v roce 1908, provozovala několik prvních let svůj úřad v pronajatém přízemí tohoto domu.
Na Štědrý den 1953 stát zkonfiskoval rodině Prokešů mlýn, vilu a veškeré polnosti. Mlýn se stal součástí státního podniku a spěl tak k postupné devastaci, až jej roku 1979 srovnali se zemí. Jaroslav Prokeš přestal být mlynářem, celá rodina se byla nucena vystěhovat během jediného dne. Původně měli všichni členové rodiny odejít do Sudet, ale vyprosili si svolení zůstat v obci a byly jim přiděleny dva pokoje ve vile, zatímco ostatní místnosti byly státem dány různým nájemníkům. Z nedostatku financí na opravy byl v roce 1968 zbourán střešní štít a v roce 1975 byla obcí zbourána přístavba, dodatečně vybudovaná na konci 19. století. Tato přístavba sloužila necelých sto let jako pekárna a obchod. Po pádu komunismu byla vila i s polnostmi Prokešovým vrácena. Roku 1991 byl na postranní části zahrady postaven manželem dcery Jaroslava Prokeše malý domek. Tato část zahrady byla od vily oddělena a poslední člen rodu Prokešů žijících v domě vilu prodal.
V následujícím čtvrtstoletí se tu vystřídalo několik majitelů. Posledních několik let budova jen chátrala, střechou zatékalo a propadly se stropy v prvním patře. Záchranu vily zahájil současný majitel, pedagog a zpěvák Nathaniel Filip de Aras. První etapa rekonstrukce a přestavby byla dokončena v roce 2021. Byl zhotoven nový krov, vyměněna střešní krytina, vybudovány nové komíny a stropy v prvním patře a nově vystavěna střešní atika s pískovcovými sochami a dva průčelní štíty. Návrh přestavby zhotovil architekt a profesor Technické univerzity ve Vídni Hermann Schnell.
Nathaniel Filip de Aras vilu otevřel veřejnosti a pravidelně v ní pořádá kulturní a společenské akce.

## Popis vily
Vila byla původně postavena v neoklasicistním stylu s dekorativní čelní fasádou a výrazným průčelním rizalitem, v průběhu rekonstrukce a přestavby však došlo k instalaci pseudorenesančních a pseudobarokních prvků. Na valbové střeše jsou dominantní komíny a dekorativní atika, kterou zdobí pískovcové sochy andělíčků a vázy s ovocem. Rizality jsou na přední i zadní straně stavby zakončeny zvýšenými trojúhelníkovými frontony s kulatými okny. Štíty zdobí sochy Krista a Madony. Sklepení s vysokými stropy je vystavěno z čediče a zakončeno valenými klenbami. Přízemí má venkovní pískovcovou podezdívku a ve všech vnitřních pokojích klenby, první patro je trámové a plochostropé. Vila má deset místností a přiléhá k ní okrasná zahrada.[zdroj?]

## Galerie

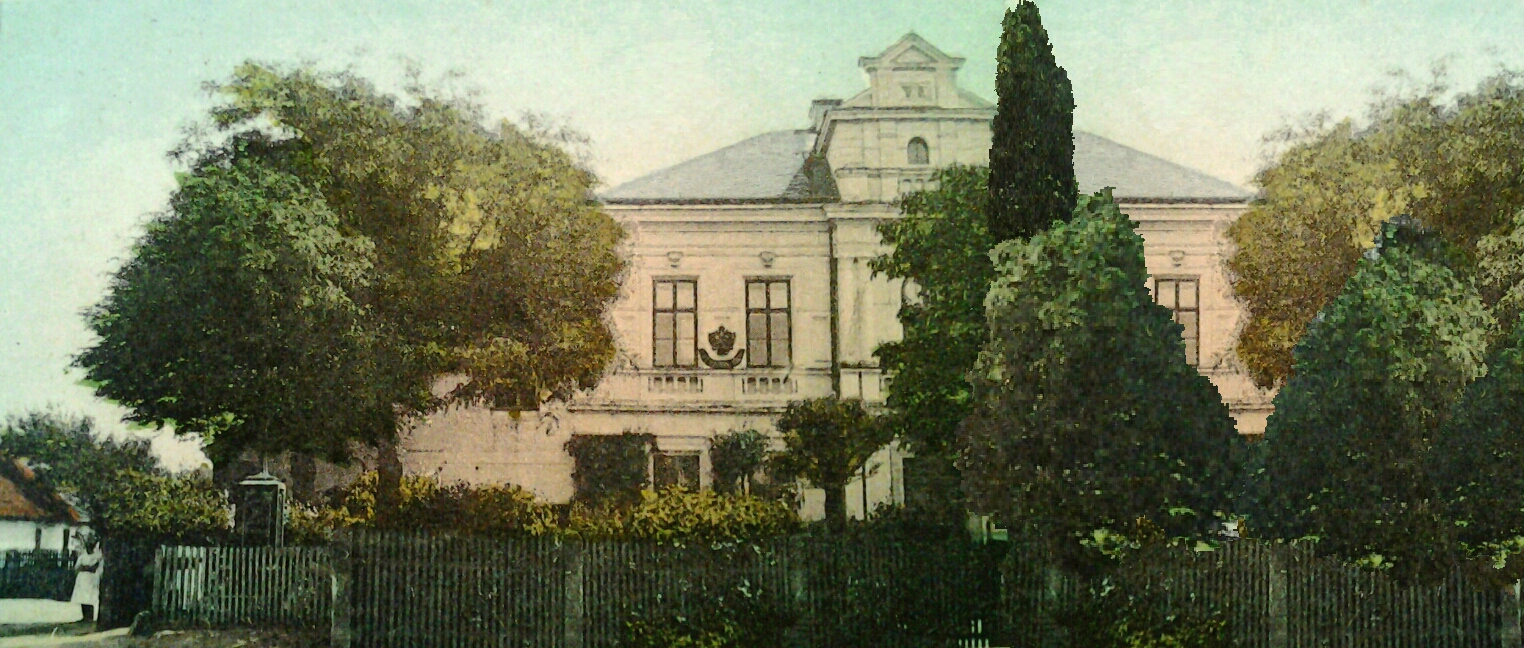
Mlynářská vila na dobové pohlednici
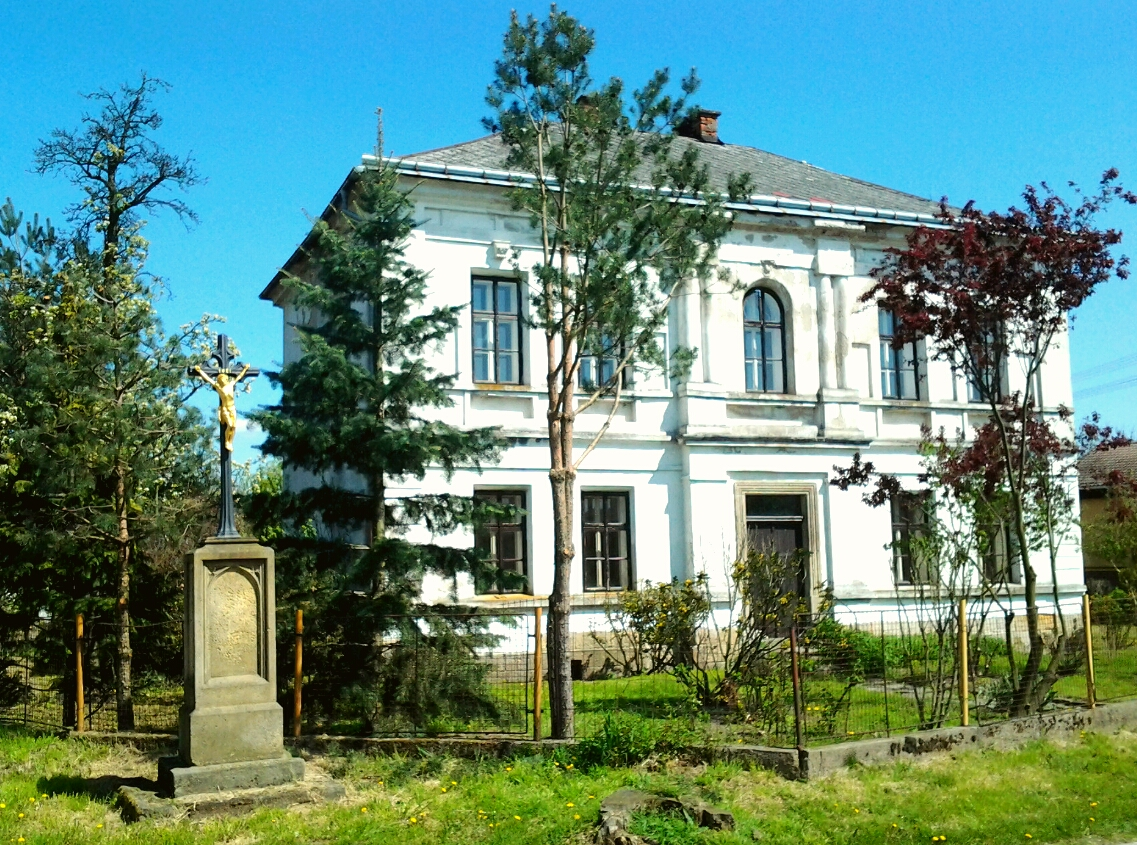
Vila před přestavbou
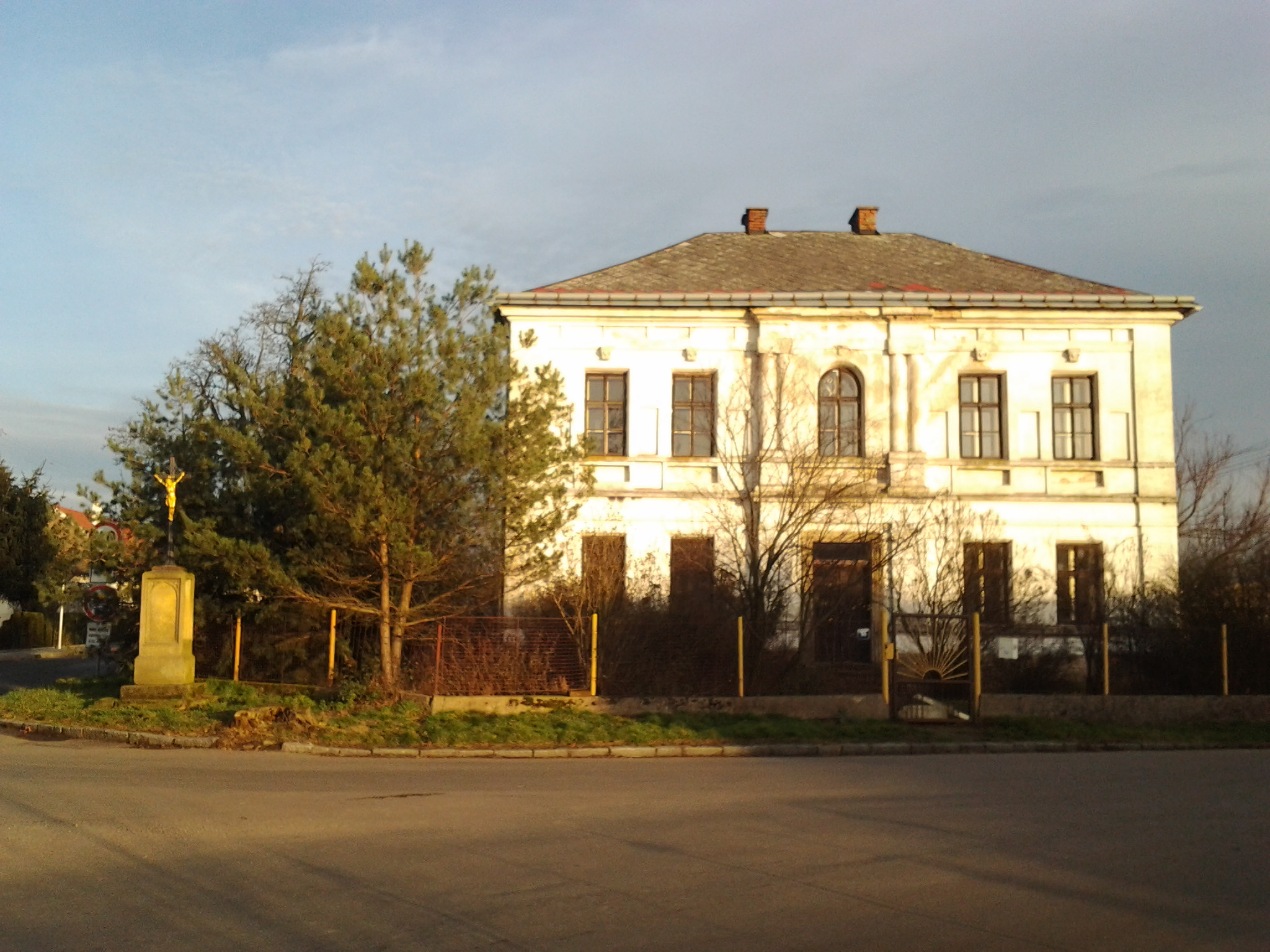
Vila před přestavbou
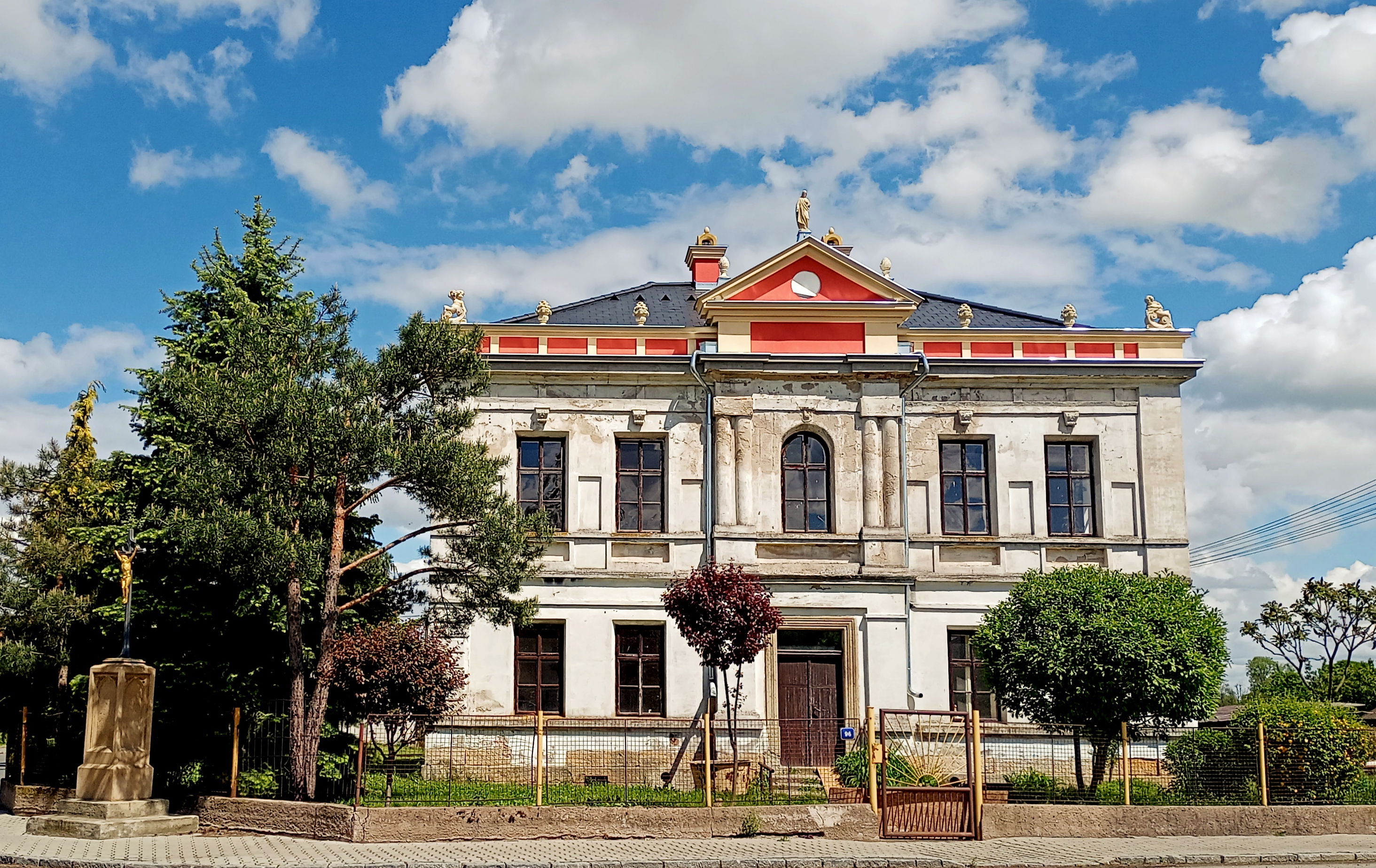
Vila během přestavby v roce 2021